# Deaver
Deaver – miasto w Stanach Zjednoczonych, w stanie Wyoming, w hrabstwie Big Horn.